# Polypodium arcanum
Polypodium arcanum là một loài thực vật có mạch trong họ Polypodiaceae. Loài này được Maxon miêu tả khoa học đầu tiên năm 1938.